# Safe in New York City
Safe in New York City (с англ. — «Безопасность в городе Нью-Йорк») — сингл австралийской рок-группы AC/DC, из альбома Stiff Upper Lip.
Режиссёром видео к песне стал Энди Морахан. В клипе группа играет в туннеле, в котором находятся полицейские.
Промосингл содержит концертную версию этой песни, записанная на America West Arena в Финиксе в сентябре 2000 года. Через девять лет переизданная концертная версия была включена в бокс-сет Backtracks.
Сторона Б включает две песни — «Cyberspace» и «Back in Black (Live Plaza De Toros Madrid 1996)». Последняя песня является концертной записью, сделанная в 1996 году в Мадриде.

## Список композиций
| №  | Название                                                            | Автор(ы)                       | Длительность |
| -- | ------------------------------------------------------------------- | ------------------------------ | ------------ |
| 1. | «Safe in New York City» (альбомная песня)                           | Ангус Янг, Малькольм Янг       | 3:59         |
| 2. | «Cyberspace» (не альбомная песня)                                   | А. Янг, М. Янг                 | 2:57         |
| 3. | «Back in Black» (концертная версия (Live – Plaza De Toros, Madrid)) | А. Янг, М. Янг, Брайан Джонсон | 4:07         |

## Участники записи
- Брайан Джонсон — вокал
- Ангус Янг — соло-гитара
- Малькольм Янг — ритм-гитара
- Клифф Уильямс — бас-гитара
- Фил Радд — ударные